# 1295
Високе Середньовіччя •  Реконкіста •  Ганза •  Монгольська імперія

## Геополітична ситуація
Андронік II Палеолог є імператором Візантійської імперії (до 1328). Королем Німеччини є Адольф з Ніссау (до 1298). У Франції править Філіп IV Красивий (до 1314).
Апеннінський півострів розділений: північ належить Священній Римській імперії, середню частину займає Папська область, південь належить Неаполітанському королівству. Деякі міста півночі: Венеція, Піза, Генуя тощо, мають статус міст-республік.
Майже весь Піренейський півострів займають християнські Кастилія (Леон, Астурія, Галісія), Наварра, Арагонське королівство (Арагон, Барселона) та Португалія, під владою маврів залишилися тільки землі на самому півдні. Едуард I Довгоногий є королем Англії (до 1307), Вацлав II — Богемії (до 1305), а королем Данії — Ерік VI (до 1319).
Руські землі перебувають під владою Золотої Орди. Король Русі Лев Данилович править у Києві та Галичі (до 1301), Андрій Олександрович Городецький — у Володимиро-Суздальському князівстві (до 1304). У Великопольщі править король Пшемисл II (до 1296).
Монгольська імперія займає більшу частину Азії, але вона розділена на окремі улуси, що воюють між собою. У Китаї, зокрема, править монгольська династія Юань. У Єгипті владу утримують мамлюки. Мариніди правлять у Магрибі. Делійський султанат є наймогутнішою державою Північної Індії, а на півдні Індії панують держава Хойсалів та держава Пандья. В Японії триває період Камакура.
Цивілізація мая переживає посткласичний період. Почала зароджуватися цивілізація ацтеків.

## Події
- Посів престол Великий князь Литовський Витень.
- Коронувався Пшемисл II, польський князь і король з династії П'ястів.
- Шотландія уклала з Францією Старий союз проти англійців.
- На трон імператора Візантійської імперії зійшов Михайло IX Палеолог.
- Розпочався понтифікат Боніфація VIII. Новий Папа відразу вступив у конфлікт з королем Франції Філіпом IV Красивим.
- В Ананьї укладено угоду, що врегулювала конфлікт між Карлом II Анжуйським і Святим престолом з одного боку та арагонським королем Хайме II з іншого. Хайме II поступився своїми завоюваннями на півдні Італії та Сицилією, зате з нього було знято анафему. Він отримав також Корсику та Сардинію.
- Король Англії Едуард I Довгоногий скликав парламент, який отримав назву зразкового, оскільки за його зразком визначалося представництво в англійських парламентах упродовж кількох століть.
- Королем Кастилії став Фердинанд IV.
- Ільхан Ірану  Газан прийняв іслам.
- Марко Поло повернувся зі своїх мандрів.

## Народились
- Імаґава Норікуні — засновник самурайського роду Імаґава.